# Werkspoor

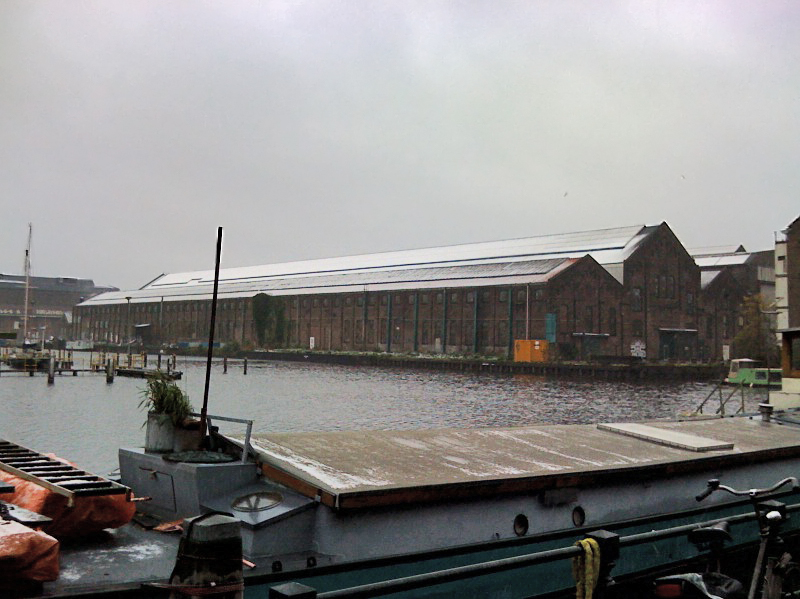
Werkspoor-Werkhallen, Oostenburg, Amsterdam

Werkspoor (vormals Van Vlissingen & Dudok van Heel) war ein niederländisches Fahrzeug- und Maschinenbauunternehmen, bekannt insbesondere als Hersteller von Eisenbahn-Fahrzeugen und der dazugehörigen Ausrüstung wie Dampfkesseln, Dampfmaschinen und Dampfturbinen sowie Dieselmotoren für Schiffe, Lokomotiven und andere Fahrzeuge. Zeitweise fertigte Werkspoor auch Stahlbau und Brücken sowie Omnibus-Aufbauten und Flugzeuge.
Das Unternehmen ging in den 1970er Jahren im niederländischen Maschinen- und Anlagenbauunternehmen Stork auf; der große Bereich Dieselmotorenbau wurde später an die finnische Wärtsilä abgegeben.

## Geschichte
Die Wurzeln des Unternehmens wurden 1826 gelegt, unter Paul van Vlissingen (1797–1876), der zuvor Erfahrungen als Unternehmer in der Niederländischen Ostindien-Kompanie gesammelt hatte. Auf der Insel Oostenburg (52° 22′ 16,2″ N, 4° 55′ 32,2″ O) in Amsterdam gründete er eine Reparaturwerkstatt für Dampfmaschinen. Van Vlissingen genoss dabei die Unterstützung des Königs Wilhelm I., der im englischen Exil während der napoleonischen Besatzung der Niederlande die Industrialisierung Englands beobachtet hatte und eine ähnliche Entwicklung in den Niederlanden vorantreiben wollte.
Bereits kurz darauf, 1827, stieg Abraham Dudok van Heel (1802–1873) als Partner mit ein. Das Unternehmen wurde unter dem Namen Van Vlissingen & Dudok van Heel – Koninklijke Fabriek van Stoom- en Andere Werktuigen (Königliche Fabrik für Dampf- und andere Werkzeuge) gegründet. Bis Mitte des 19. Jahrhunderts wuchs die Fabrik zu einem der größten Maschinenbauunternehmen der Niederlande mit etwa 1000 Arbeitern heran. Hergestellt wurden Dampfmaschinen und -kessel für Dampfschiffe und -lokomotiven sowie für die Industrie, beispielsweise Zuckerfabriken, ganze Dampflokomotiven und andere Eisenbahnausrüstung, aber auch andere Schwermaschinen und Stahlbaubrücken. Ab 1891 wurde die Firma mit finanzieller Unterstützung durch die Maschinenfabrik Stork als Nederlandsche Fabriek van Werktuigen en Spoorwegmaterieel weitergeführt.
1913 bezog die Firma eine neue Fabrik im Industriegebiet Lage Weide bei Utrecht.
Die Bezeichnung Werkspoor (niederländisch für Werkbahn) war ursprünglich ein Straßenname, ab 1890 die Telegrammadresse des Unternehmens. Im Jahr 1929 wurde Werkspoor N.V. zum offiziellen Namen des Unternehmens.
Im Jahre 1954 fusionierte Werkspoor mit der Machinefabriek Gebr. Stork & Co. und führte danach den Namen Verenigde Machinefabrieken Stork-Werkspoor (VMF).
1972 gab die VMF Stork-Werkspoor den Bau von Schienenfahrzeugen auf.
1978 wurde der Bereich Dieselmotoren in die Tochtergesellschaft Stork-Werkspoor Diesel B.V. (SWD) ausgegliedert. 1989 verkaufte Stork diesen Bereich an den finnischen Dieselmotorenhersteller Wärtsilä.
Bereits in Vorbereitung zur Auslagerung des Dieselmotorenbereiches war der Namensbestandteil Werkspoor aus der VMF Stork-Werkspoor entfallen und der verbleibende Energietechnikbereich firmierte seitdem nur noch als Stork.

## Produkte

### Antriebsmaschinen
Werkspoor bzw. der Vorgänger Van Vlissingen & Dudok van Heel fertigte zunächst vor allem Dampfmaschinen und die dazugehörigen Dampfkessel als Kraftmaschinen für den stationären Einsatz in Industrie und Kraftwerken sowie den mobilen Einsatz auf Dampfschiffen und -lokomotiven. Später traten große Verbrennungsmotoren an die Stelle der Dampfmaschinen.

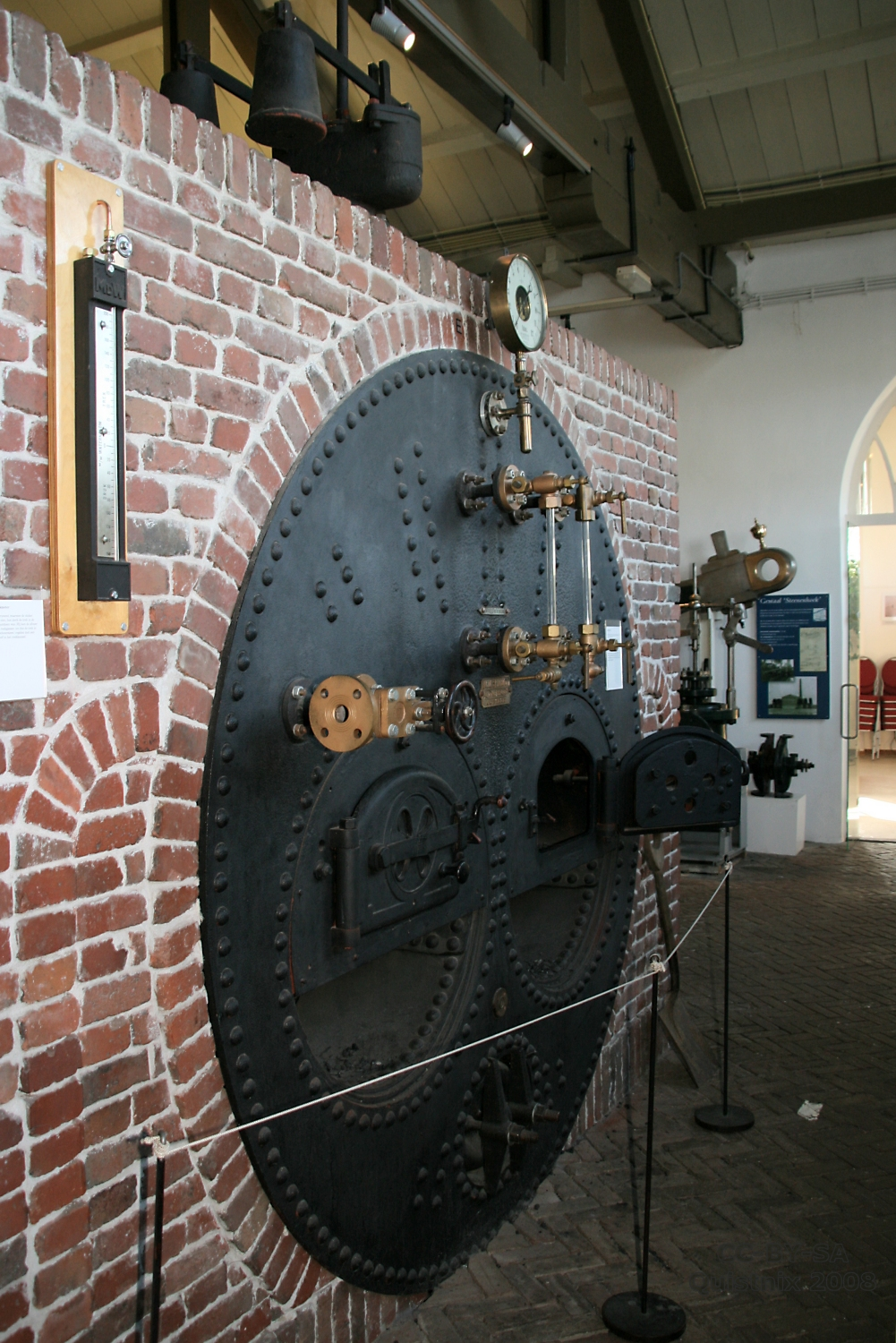
Dampfkessel von Van Vlissingen & Dudok van Heel im Pumpwerk De Cruquius (Bj. 1849)
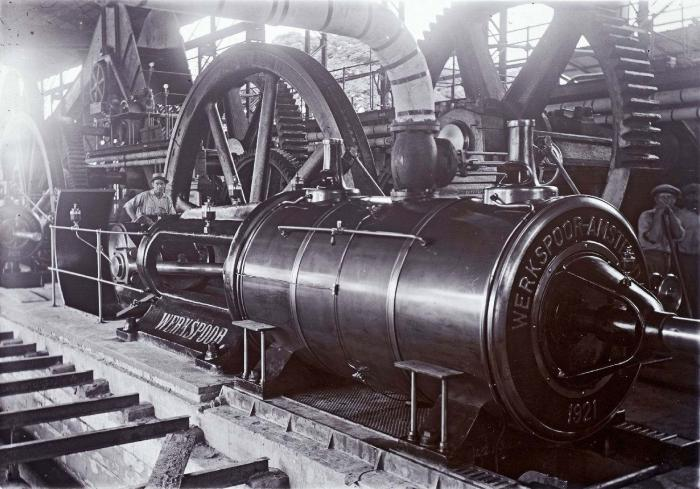
Dampfmaschine von Werkspoor in einer Zuckerfabrik in Surinam (Bj. 1921)
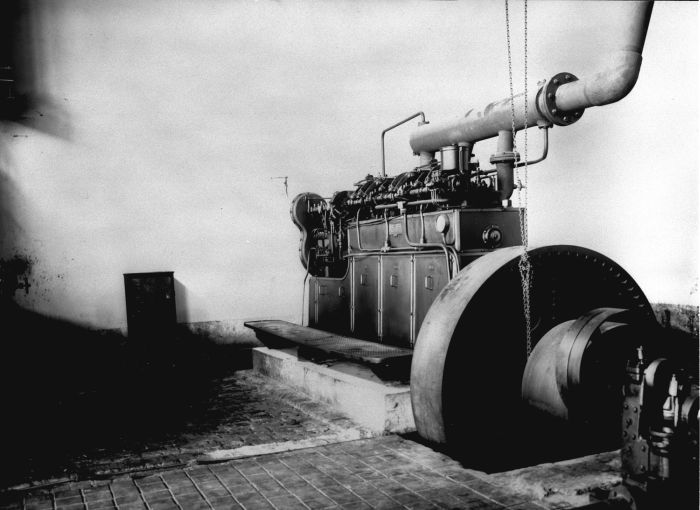
Dieselmotor in der Kokosöl-Fabrik auf Java (1929)
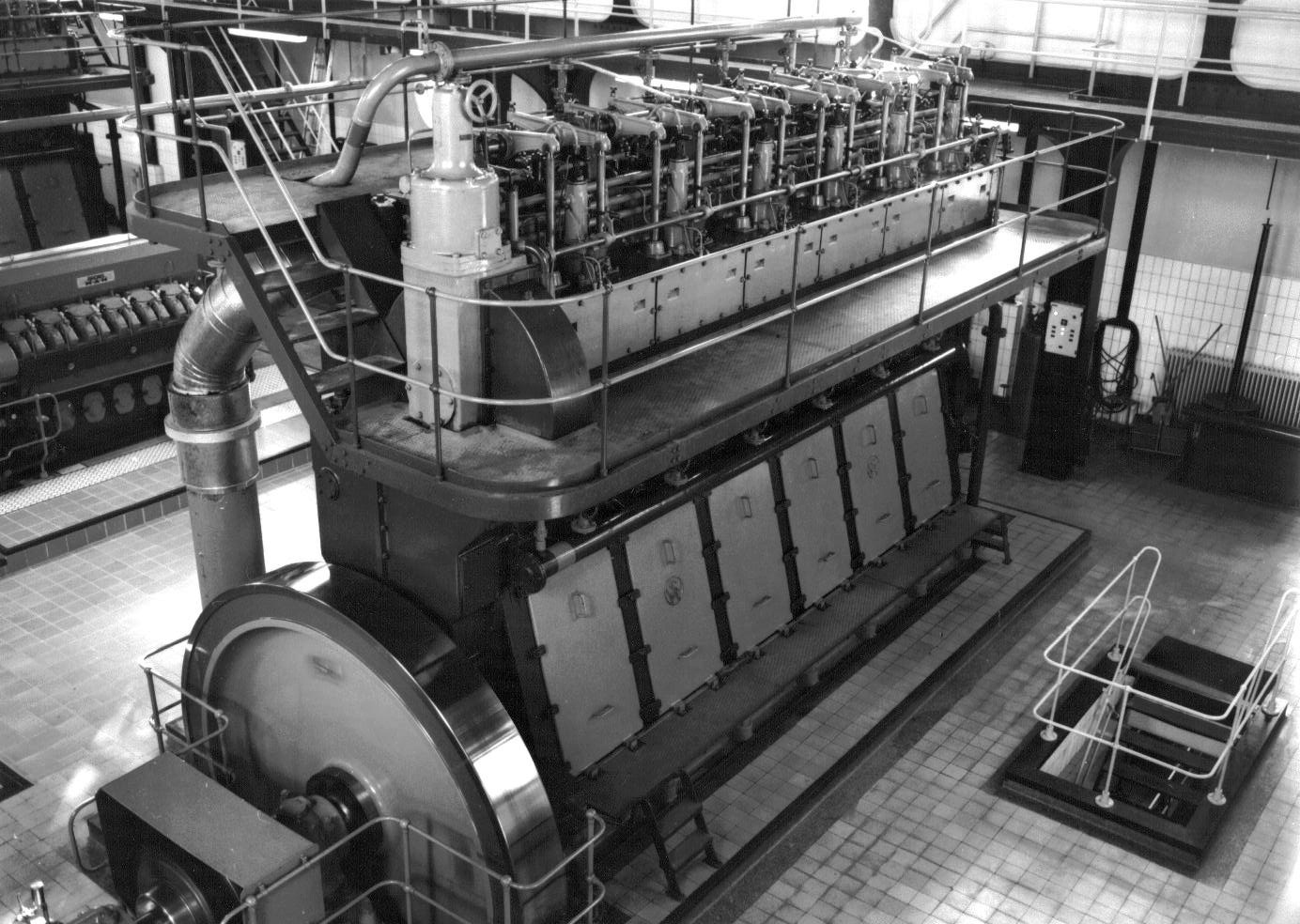
Großdieselmotor aus neuerer Zeit

### Stahl- und Brückenbau
Werkspoor war auch im Stahlbau aktiv und baute u. a. folgende Stahlbrücken:
- Moerdijk-Brücke, eine Eisenbahnbrücke über das Hollands Diep, erbaut durch Van Vlissingen & Dudok van Heel (1875), bei der Fertigstellung die längste Brücke Europas
- Brücke von Bommel (Baujahre 1931–1933)
- Waalbrücke Nijmegen (Baujahre 1931–1936)

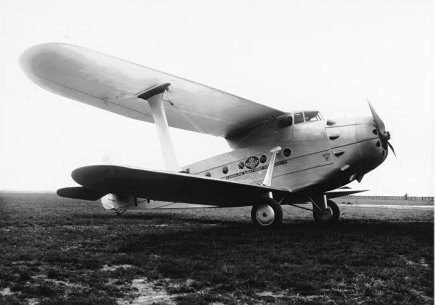
Werkspoor Jumbo (1931)

### Flugzeuge
Im Jahr 1930 erhielt Werkspoor von Albert Plesman den Auftrag zur Fertigung eines Frachtflugzeuges in Kooperation mit dem Flugzeughersteller Pander & Zonen nach Entwürfen von Joop Carley. Es dauerte allerdings mehr als ein Jahr, bis sich der Werkspoor Jumbo aus der Fabrik in Utrecht erstmals in die Luft erhob, da bei der Entwicklung des Motors Probleme mit Überhitzung auftraten. Das einzige Exemplar flog zwei Jahre lang für die KLM im Frachtverkehr und danach noch sieben Jahre als Schulflugzeug, bis es im Zweiten Weltkrieg, am 10. Mai 1940, durch einen deutschen Bombenangriff auf den Flughafen Schiphol zerstört wurde.
Zuvor war Werkspoor 1925 am Bau eines Versuchs-Hubschraubers durch den niederländischen Luftfahrtpionier Albert Gillis von Baumhauer beteiligt.

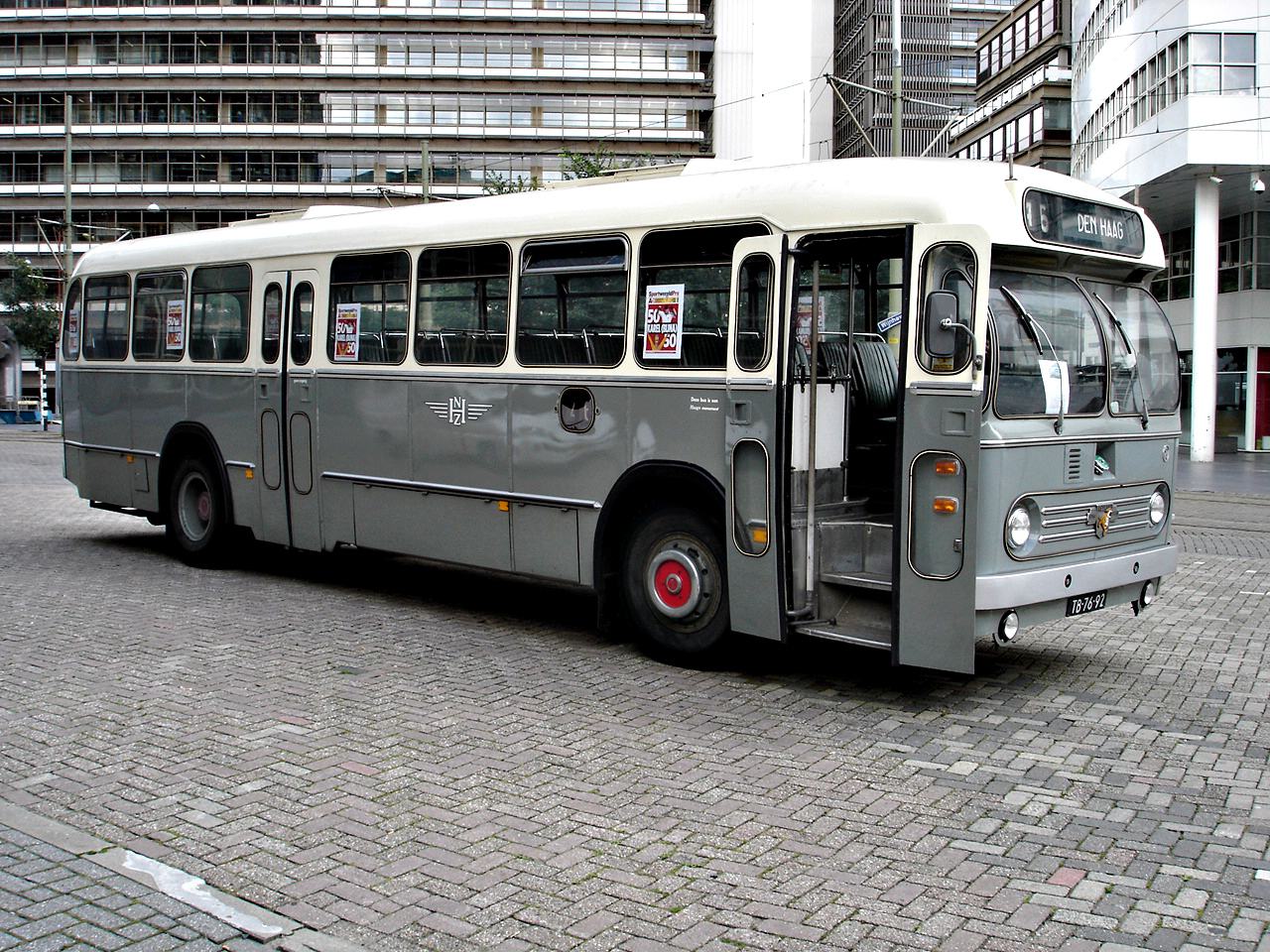
Von Werkspoor aufgebauter Linienbus auf Leyland-Fahrgestell (Bj. 1960)

### Omnibus-Aufbauten
Bereits vor dem Zweiten Weltkrieg fertigte Werkspoor Karosserien und andere Teile im Auftrag anderer Hersteller, beispielsweise Kromhout und Diamond T. Im Nachkriegszeit hat Werkspoor 195 Busse met Fahrgestell von Crossley Motors gebaut für die Nederlandse Spoorwegen (NS) und ihre Tochterunternehmen.
Nach sieben Jahren Pause in der Fertigung von Bussen ging Werkspoor in den Jahren 1956–1962 dann eine Kooperation mit Leyland Motors ein, weil die NS neben dem Quasi-Monopolisten Verheul einen alternativen Karosseriebauer wollten. 477 Leyland-Werkspoor-Integralbusse waren viele Jahre bei vielen NS-Tochterunternehmen im Einsatz. Eine patentierte „Anti-Reflex“-Windschutzscheibe, die aus gekrümmten Glasscheiben bestand und die Spiegelungen aus dem Innenraum vermied, wurde auch von anderen Herstellern in Lizenz übernommen, besonders in der Schweiz.
1962 ging die Omnibus-Aufbau-Fertigung zu Hainje, ein Werkspoor-Tochterunternehmen in Heerenveen in der Provinz Friesland.

### Bahntechnik
Werkspoor fertigte eine Vielzahl verschiedener Dampf-, Diesel- und Elektro-Lokomotiven und Kleinlokomotiven, Triebwagen, Waggons, S-/U-Bahn- und Straßenbahn-Fahrzeuge.
Werkspoor kooperierte im Eisenbahnbau nach dem Zweiten Weltkrieg des Öfteren mit den niederländischen Herstellern Beijnes in Haarlem und Allan in Rotterdam sowie anderen ausländischen Herstellern (SLM/Oerlikon, Baldwin/Westinghouse, …).
Eine Bilderauswahl:

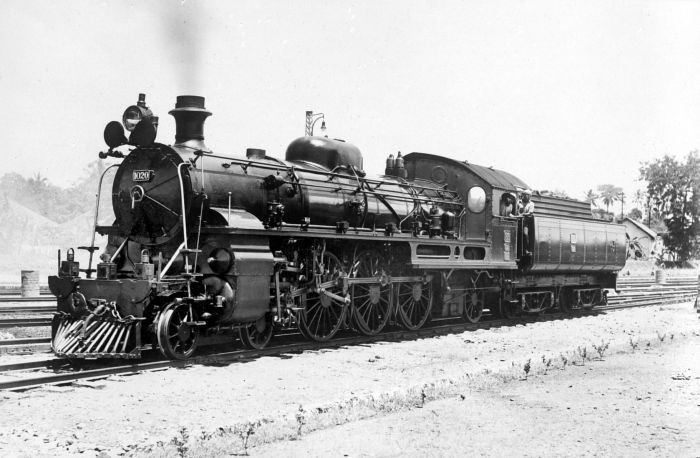
Dampflok Baureihe C53 der Nederlandsch-Indische Staatsspoorwegen
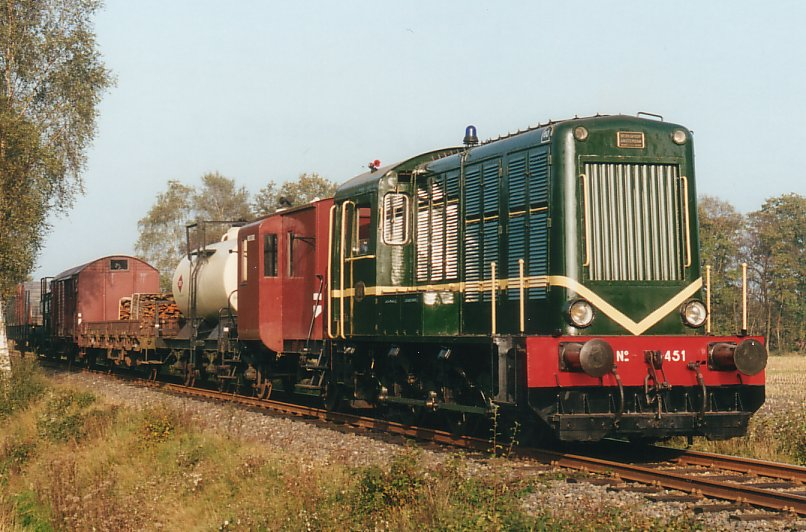
Diesellok 450er Serie
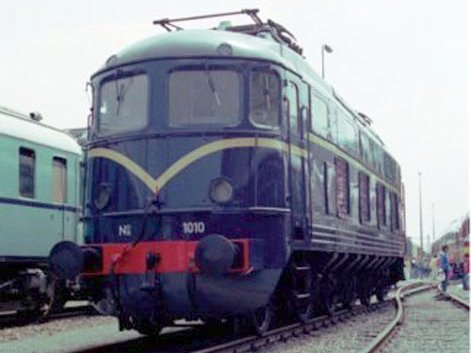
E-Lok 1000er Serie
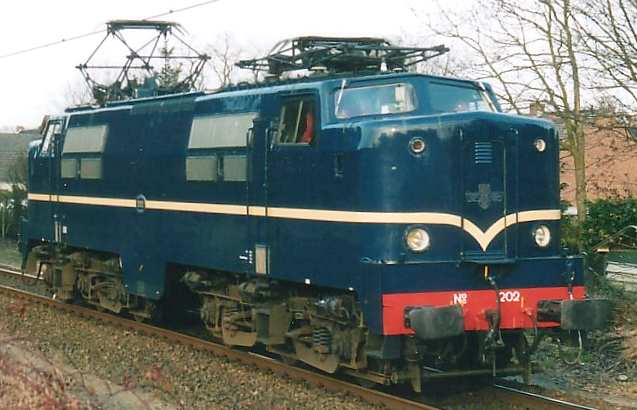
E-Lok 1200er Serie
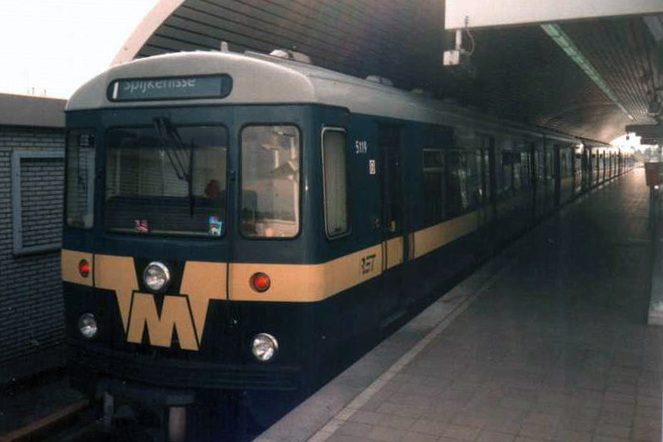
Metro Rotterdam
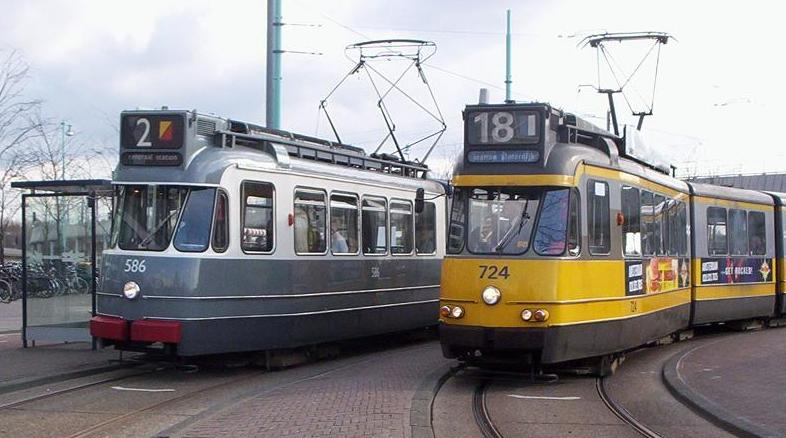
Straßenbahn Amsterdam 1G und 7G (nur das rechte Fahrzeug 724 ist teilweise von Werkspoor gebaut worden)
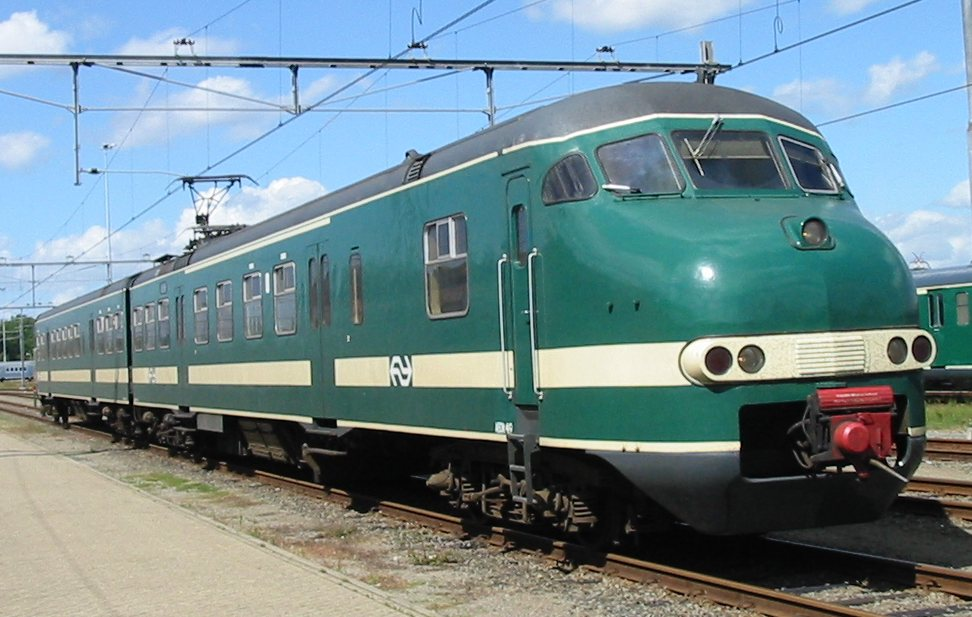
Triebwagen Plan V

## Das Werkspoormuseum

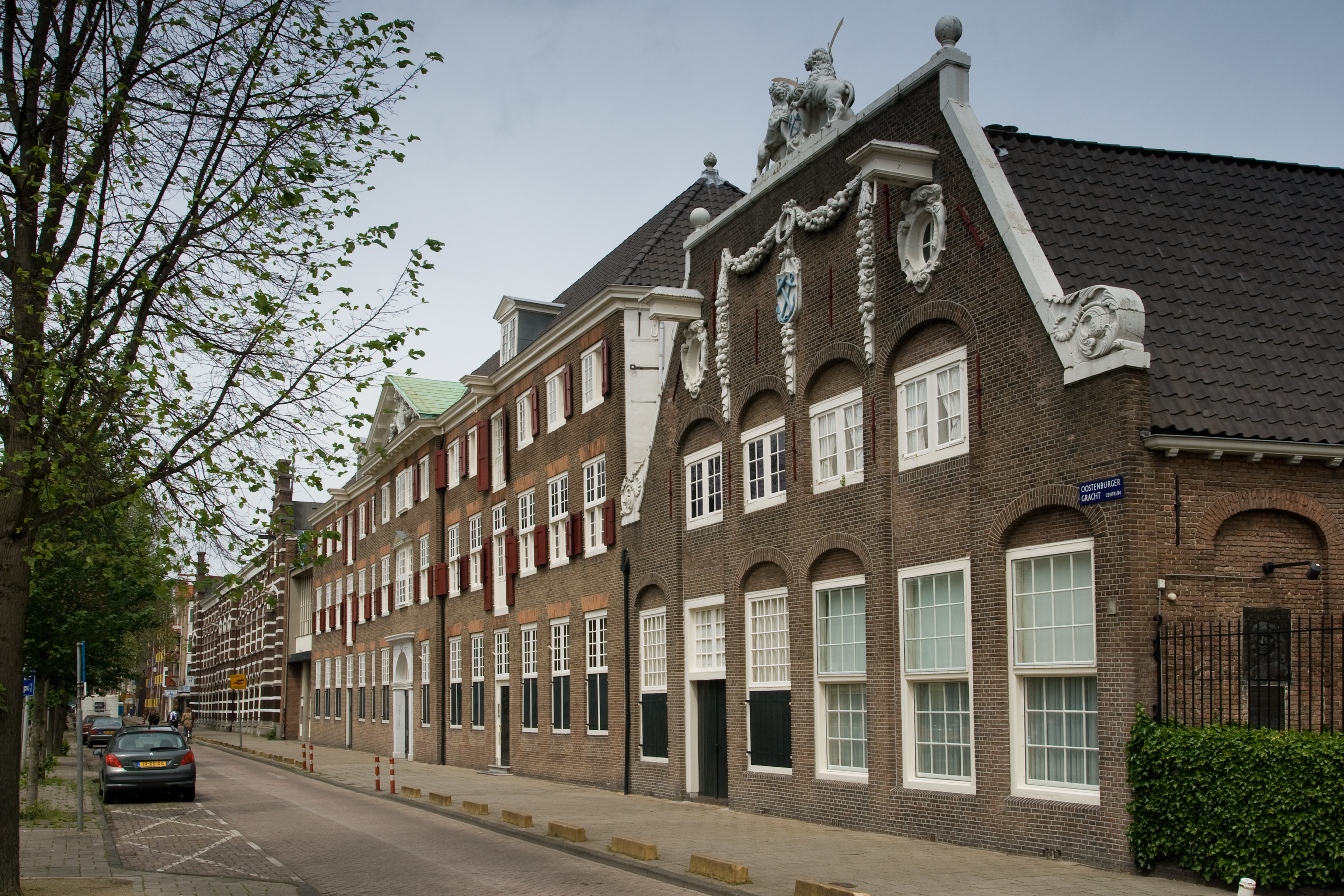
Das ehemalige Admiralitätsgebäude an der Oostenburgergracht

Im ehemaligen Admiralitätsgebäude der Niederländischen Ostindien-Kompanie nahe dem Werkspoor-Gelände in Oostenburg/Amsterdam wurde 1950 das Werkspoor-Museum eröffnet. Das 500 Meter lange Gebäude wurde 1660 als Seilerei erbaut. Hier werden heute Dokumente, Gemälde und andere Gegenstände zur Geschichte der Ostindien-Kompanie (im Erdgeschoss) und der Unternehmen Van Vlissingen & Dudok van Heel, Werkspoor und Stork (im Obergeschoss) gezeigt.